# Danny Hesp
Danny Petrus Hesp (Amsterdam, 19 ottobre 1969) è un ex calciatore olandese, di ruolo difensore.
È il fratello minore di Ruud Hesp, anch'egli calciatore.